# Кањон Матића потока
Кањон Матића потока се налази у западном делу планине Звијезде, у атару села Јагоштица (заселак Матић), у склопу НП Тара.
Улаз у кањон је на 700 м.н.в., а излаз у кањону Дрине (Перућачко језеро) на 291 м.н.в. са висинском денивелацијом од 410 метара. Матића поток се формирао на дијабаз-рожначкој основи. Доњи део слива изграђен је од тријарских кречњака и у њима је поток усекао кањон. Кањон има дубину од 70 до 120 метара и велики нагиб уздужног профила, што је последица интензивног усецања кањона реке Дрине. Кањон је обрастао густом вегетацијом.